# Râul Măgura, Cerchez
Râul Măgura este un curs de apă, afluent al râului Cerchez. 

## Hărți
- Harta Județului Constanța